# Північний банк (Російська імперія)
Північний банк (рос. Северный банк) — російський комерційний банк, що діяв у 1901—1910 роках.

## Історія

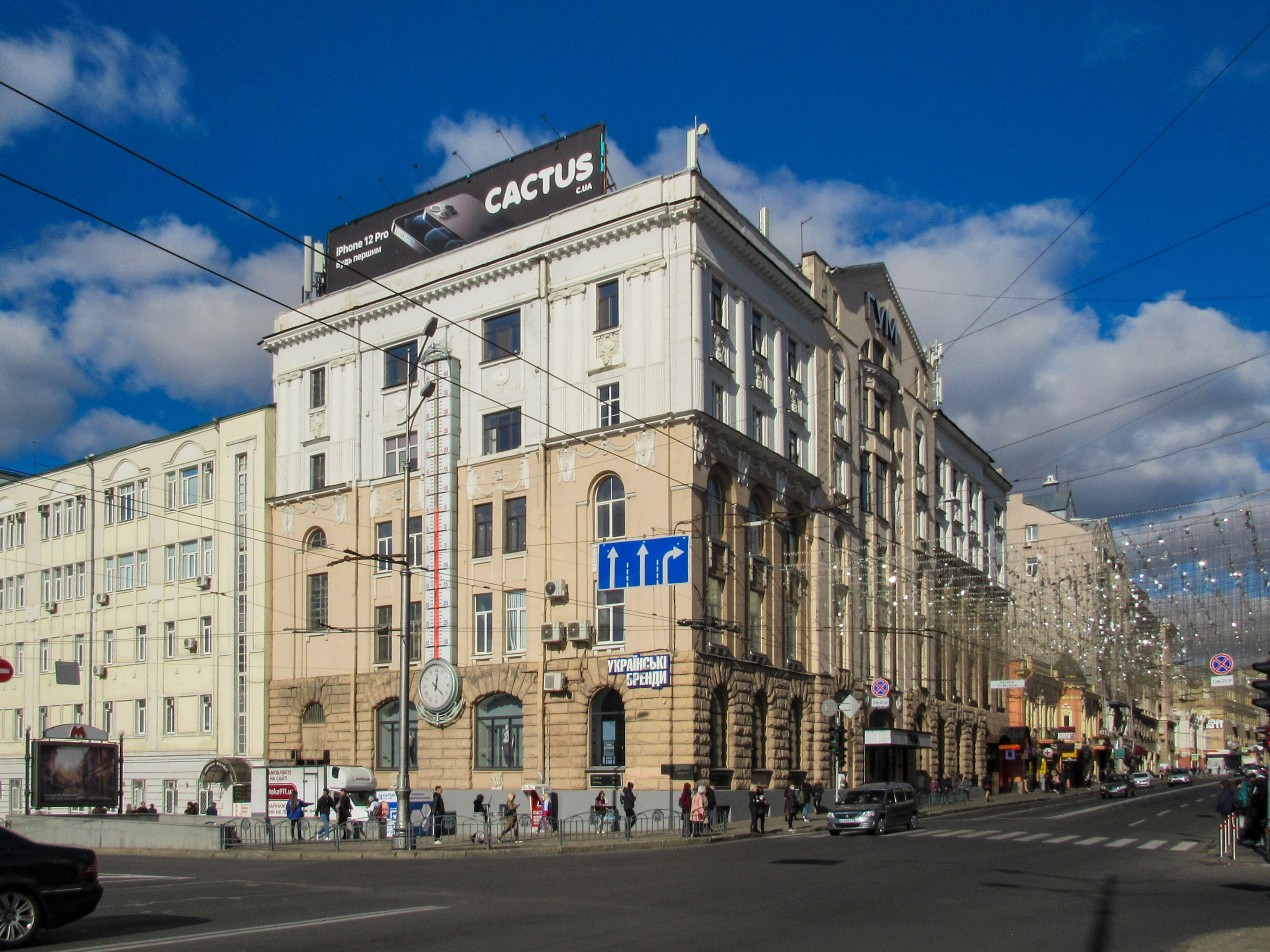
Будівля Північного банку у Харкові

Статут Північного банку був затверджений у 1901 році та змінений того ж року. Банк мав статус дочірньої установи французького банку Société Générale й розташовувався в Санкт-Петербурзі за адресою: Невський проспект, будинок 62. Цю будівлю банк придбав у Санкт-Петербурзько-Азовського комерційного банку, який на той час перебував у скрутному фінансовому становищі.
Станом на 1910 рік основний капітал банку складав 25 мільйонів рублів. Географія присутності установи постійно розширювалась: у 1904 році банк мав 13 відділень у Російській імперії, у 1907 — 24 відділення, у 1910 — 48 відділень.
У результаті переговорів між Північним і Російсько-Китайським банками, збори обох установ, які перебували під контролем французьких акціонерів, у березні 1910 року ухвалили рішення про злиття з метою створення нового банку — Російсько-Азійського банку. 14 червня 1910 року імператор Микола II затвердив Положення Ради міністрів «Про заснування акціонерного комерційного банку під найменуванням: „Російсько-Азійський банк“». Згідно з цим положенням, за основу статуту нового банку було прийнято статут Російсько-Китайського банку. Документ не містив формулювання про злиття банків, натомість вказувалося на приєднання Північного банку до Російсько-Китайського та перейменування останнього на Російсько-Азійський банк. У положенні також визначалися курси обміну акцій обох банків на нові акції новоствореного банку. У сучасній термінології така операція трактувалася б як злиття, а не приєднання. У юридичному сенсі, згідно з приміткою 1 до § 1 частини III згаданого акту, Північний банк припинив своє існування 9 жовтня 1910 року, в день оприлюднення цього акту в Зборах узаконень і розпоряджень уряду.

## Основні операції

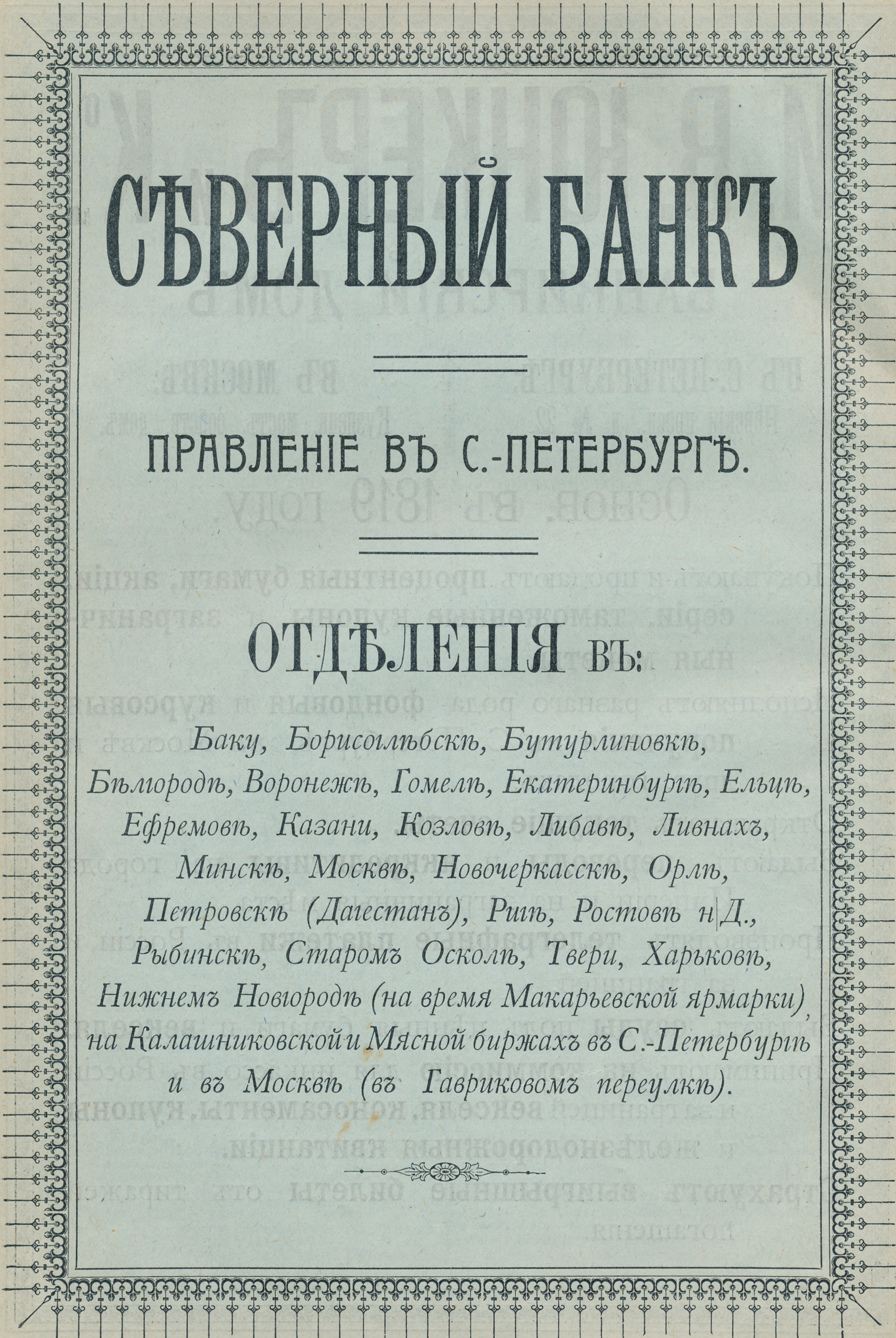
Реклама банку, 1907 рік.

Банк здійснював широкий спектр фінансових операцій, серед яких:
- приймання вкладів на визначений термін і до запитання;
- відкриття поточних рахунків;
- відкриття спеціальних рахунків «під документи»;
- біржові операції;
- облік і виплата російських та іноземних купонів;
- облік і виплата комерційних документів;
- виплата за акредитивами;
- надання позик під заставу відсоткових паперів;
- приймання на зберігання відсоткових паперів;
- страхування виграшних білетів;
- видача переказів, чеків, циркулярних і простих акредитивів;
- обмін іноземної валюти;
- надання сейфів в оренду.

## Керівництво
- Сергій Аркадійович Андреєвський — голова ради;
- Барон Елі д'Оассель — голова правління;
- Моріс Емільович Верстрат — директор і керівний директор, член правління Російсько-Китайського банку, представник Паризько-Нідерландського банку;
- Павло Федорович Лаж'є — віцедиректор з управління відділеннями[8].